# Föllingemeteoriten

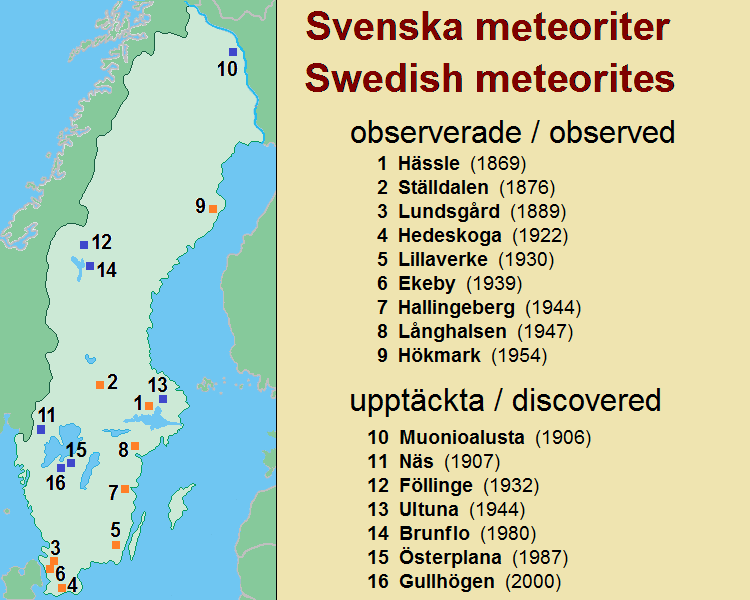
Karta över svenska meteoritnedslag, Föllinge, 1932 (nr 12)

Föllingemeteoriten är en järnmeteorit som upptäcktes 1932 i Jämtlands län. Meteoriten är ett av de få upptäckta meteoritnedslagen i Sverige.

## Nedslagsplatsen
Meteoritnedslaget upptäcktes i september 1932 vid Föllinge (nära Ottsjön i Föllinge socken) i Krokoms kommun i norra Jämtlands län.
1932 analyserades meteoriten av Ragnar Blix, kemist vid Naturhistoriska riksmuseet.
1990 lämnade Leif Eriksson och Frans E Wickman en utförlig beskrivning ("The Föllinge Meteorite-find or fall", Geologiska Föreningen i Stockholm Förhandlingar, 1990, vol 112, nr 2, s 143-144) om meteoriten  och nedslaget.

## Meteoriten
Meteoriten är en järnmeteorit och består till största delen av järn och ataxit.
Meteoritfyndet bestod av 1 enda sten och vikten uppskattas till cirka 0,4 kg.
Meteoriten förvaras idag på Naturhistoriska riksmuseet (Enheten för Mineralogi).